# Hydrophorus parvus
Hydrophorus parvus är en tvåvingeart som beskrevs av Friedrich Hermann Loew 1862. Hydrophorus parvus ingår i släktet Hydrophorus och familjen styltflugor. Inga underarter finns listade i Catalogue of Life.